# Ana Pérez Campos
Pour les articles homonymes, voir Ana Pérez, Pérez et Campos.
Ana Pérez Campos, née le 14 décembre 1997 à Séville, est une gymnaste espagnole.
Elle participe aux Championnats du monde de gymnastique artistique 2015, puis à ceux de 2017 où elle termine 20e. Entre-temps, elle participe aux Jeux olympiques de 2016, où elle termine 36e et ne se qualifie pas pour la finale (54,299 points).

Elle termine 3e du concours général lors des Jeux méditerranéens de 2018. 